# Кейнянен, Зигфрид Август
Зи́гфрид А́вгуст Ке́йнянен (7 февраля 1841, Куопио — 26 сентября 1914, Лемпяаля, Тавастгусская губерния) — финский художник-живописец, педагог. Известен своими своими работами посвященными фольклору Финляндии. Отец архитектора Вяйнё Кейнянена.

## Биография
Родился в семье плотника. В 22 года поступил в учительскую семинарию в Ювяскюля.
С 1867 по 1868 год обучался в Рисовальной школе Художественного общества Финляндии и в 1868 году организовал свою первую выставку.
С 1869 по 1872 год учился в Королевской академии художеств в Копенгагене и Королевской академии свободный искусств в Стокгольме.
С 1872 года он начал преподавать. Работал учителем рисования в различных школах Хельсинки. Также преподавал в Школе искусства и дизайна и в Рисовальной школе Финского художественного общества.
В 1877 году получил второй приз в ежегодном конкурсе финских художников до 35 лет Dukaattipalkinto. В 1887—1888 годах посетил Италию и Францию.
В 1914 году избран почетным членом Ассоциации художников Финляндии.